# برج ارایا

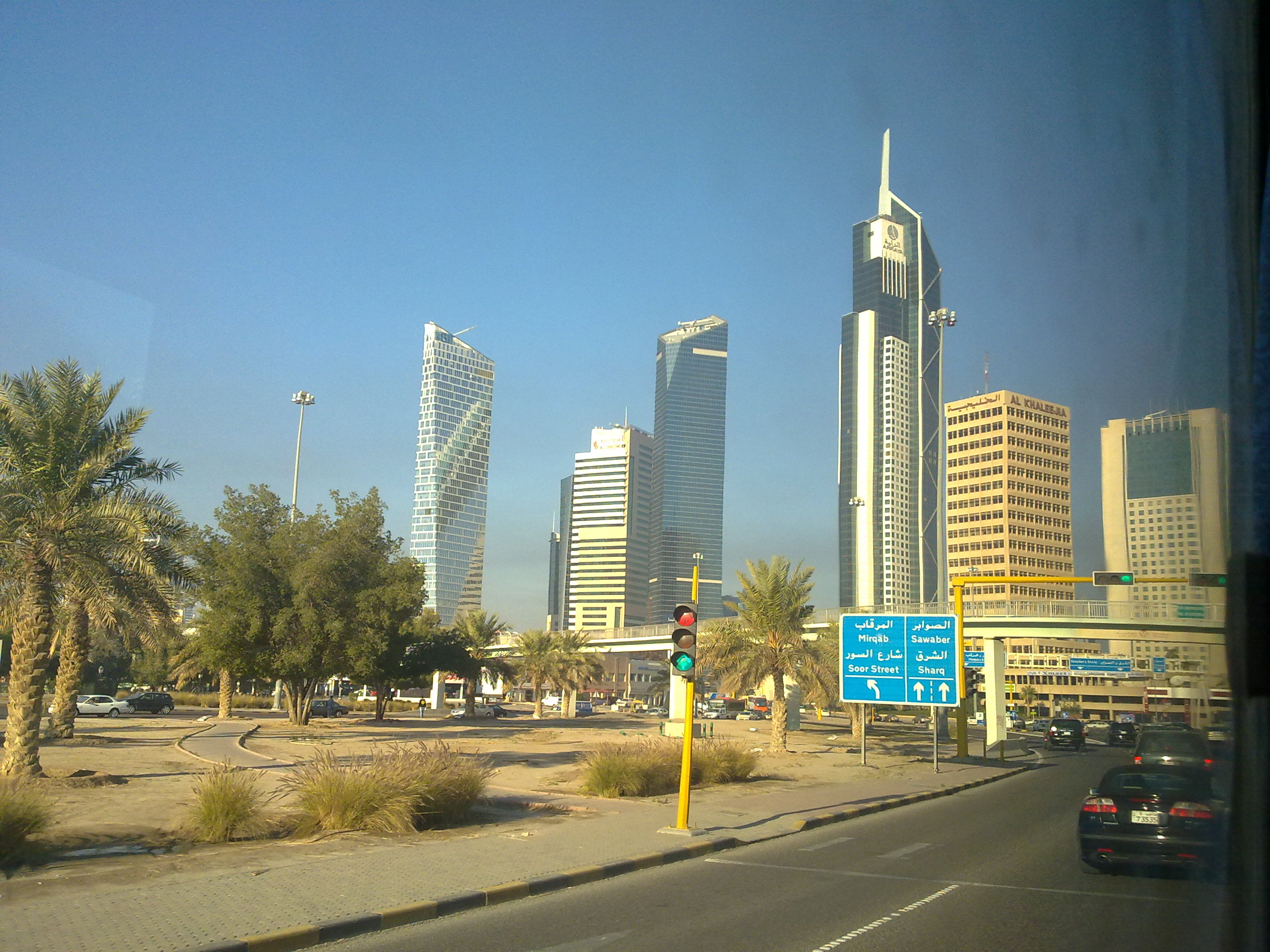
برج های آرایا و kbt در کویت

برج ارایا (به عربی: برج الرایة) یک آسمان‌خراش در کویت است که در کویت (شهر) واقع شده‌است.